# Lagarde-sur-le-Né
Lagarde-sur-le-Né település Franciaországban, Charente megyében. Lakosainak száma 187 fő (2022. január 1.). Lagarde-sur-le-Né Barbezieux-Saint-Hilaire, Barret, Criteuil-la-Magdeleine és Lachaise községekkel határos.

## Népesség
A település népességének változása:
| Lakosok száma | 164  | 169  | 169  | 179  | 168  | 177  | 184  | 186  | 187  | 187  |
|               | 1968 | 1982 | 1990 | 2006 | 2013 | 2015 | 2017 | 2019 | 2020 | 2022 |